# Holešovice
Holešovice (od sloučení s Bubny roku 1850 až do roku 1960 Holešovice-Bubny, německy Holleschowitz-Buben) jsou městská čtvrť a katastrální území v Praze. K Praze byly připojeny roku 1884 jako historicky první obec, která v době připojení nebyla městem. Před připojením k Praze náležely Holešovice do politického okresu Karlínského. Hlavní část Holešovic leží v tzv. Pražském meandru Vltavy na jejím levém břehu, k Holešovicím patří Bubny a na návrší čtvrť Letná.
Téměř celé území náleží k městské části Praha 7, ale nepatrná část na jihozápadě (pobřeží Vltavy mezi Čechovým mostem a ulicí U plovárny s kaplí svaté Máří Magdaleny) náleží k městské části Praha 1.

## Původ jména
Název původně zněl Holíšovice a pocházel z osobního jména Holíš (to pak od „holý“, „bezvousý či holohlavý člověk“). Šlo tedy o ves lidí Holíšových.

## Historie

Historický znak Holešovic

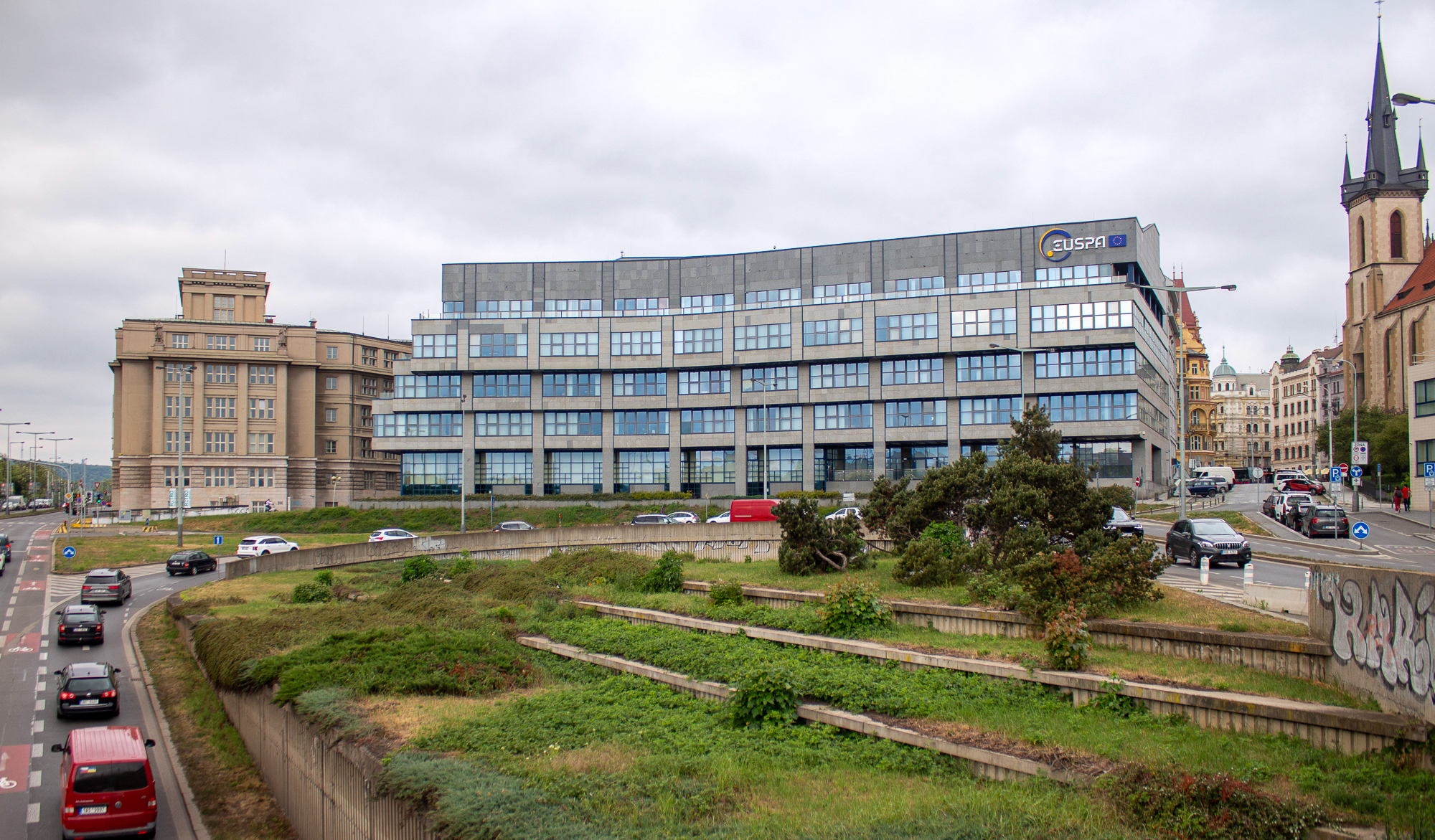
Sídlo Evropské agentury pro Kosmický program (EUSPA) v Holešovicích. Vlevo budova někdejší Státní plánovací komise.

První dochovaná zmínka o Holešovicích pochází z roku 1228 v osobě vladyky Bohumila z Holešovic. Původně byla součástí vsi Holešovice i osada 

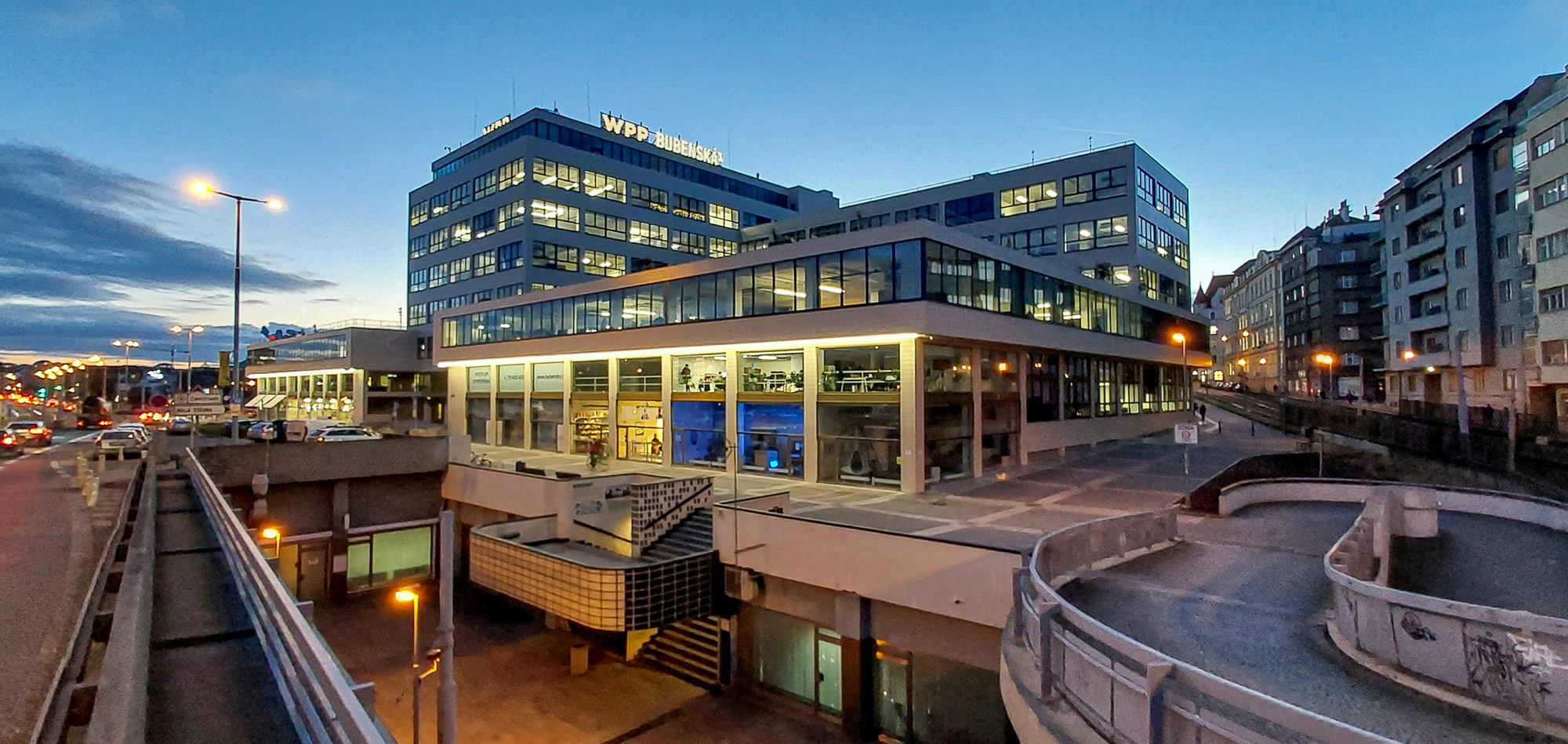
Budova Elektrických podniků

Holešovičky neboli Malé Holešovice na opačném (pravém) břehu Vltavy, avšak ta byla od 16. století přičleněna k libeňskému panství. Původně nevelká 

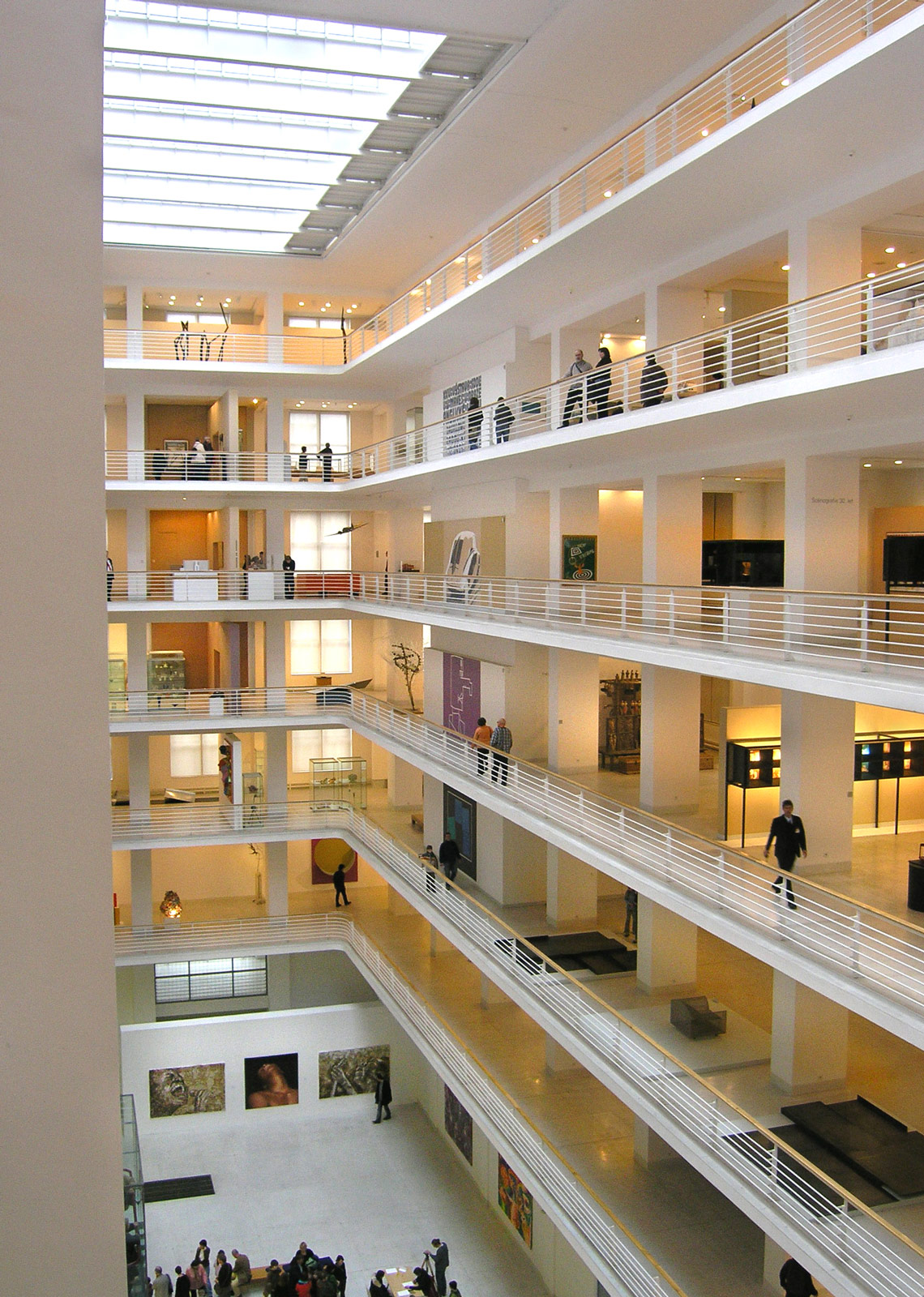
Interiér Veletržního paláce

zemědělská osada Holešovice nacházející se v místech dnešního nádraží Praha-Holešovice se v poslední třetině 19. století rozrostla na celé území do té doby neobydlené, poli a loukami vyplněné záplavové oblasti vltavského meandru, a změnila se v jedno z nejvýznamnějších průmyslových předměstí Prahy. Byla vybudována ústřední jatka (dnešní Pražská tržnice), Bubenské nádraží, plynárna a v roce 1891 byl v Bubenči, bezprostředně za hranicí Holešovic, vybudován areál pro Zemskou výstavu, která si vynutila některé další změny (výstavba lanové dráhy na Letnou, tramvajové dráhy Letná–Výstaviště). Na břehu, naproti Libni byl od roku 1892 budován přístav.
V roce 1850 byly Holešovice spojeny se sousední vsí Bubny a 8. listopadu 1884 byly Holešovice-Bubny připojeny k Praze jako VII. městská část. Z tohoto období (1925-1934) se dochovalo fotografické album 111 snímků později zbořených domů a dvorů.
Roku 1928 byl otevřen Libeňský most (29. října 1928 tehdy Masarykův most jako dar k 10. výročí vzniku republiky) na místě dřevěného provizoria z roku 1903, který dále zlepšil dopravní obsluhu čtvrti a je dodnes nejdelším přemostěním řeky na území hlavního města. Významnou událostí byla výstavba moderní budovy Elektrických podniků z roku 1927 a Veletržního paláce na konci 30. let.
Teprve reformou pražských obvodů v dubnu 1960 byly Holešovice-Bubny oficiálně přejmenovány na Holešovice. Na přelomu 70. a 80. let rozdělila čtvrť severojižní magistrála vedená mezi Hlávkovým mostem a mostem Barikádníků, což kromě lepší dopravní obslužnosti přispělo ke zvýšení hluku a znečištění. V listopadu 1984 bylo do Holešovic dovedeno metro – byl uveden do provozu úsek III.C se stanicemi Vltavská a Nádraží Holešovice. V té době bylo také otevřeno stejnojmenné nádraží na tzv. Holešovické přeložce.
Povodeň v srpnu 2002 zaplavila větší část Holešovic. Knihovnu na Ortenově náměstí, která měla ve sklepě depozitář vzácných tisků Městské knihovny, zalila do výše cca 1 metru; v ulici Komunardů bylo nutné zbourat dva staticky poškozené domy.
| Rok                                                | Obyvatel | Pořadí* |
| -------------------------------------------------- | -------- | ------- |
| 1869                                               | 3 094    | 12      |
| 1880                                               | 17 357   | 6       |
| 1890                                               | 22 131   | 6       |
| 1900                                               | 30 814   | 6       |
| 1910                                               | 39 727   | 5       |
| 1921                                               | 46 335   | 5       |
| 1930                                               | 59 150   | 5       |
| 1950                                               | 60 945   | 6       |
| 1961                                               | 63 809   | 4       |
| 1970                                               | 56 960   | 3       |
| 1980                                               | 46 489   | 7       |
| 1991                                               | 38 300   | 8       |
| 2001                                               | 34 143   | 8       |
| 2011                                               | 35 046   | 7       |
| 2014                                               | 35 896   | 6       |
| 2016                                               | 36 752   | 5       |
| *mezi katastrálními územími patřícími dnes k Praze |          |         |

Výhodná poloha Holešovic v tzv. širším centru vedla zejména po roce 2000 k výstavbě administrativních budov i bytových komplexů: rekonstrukce výškové budovy bývalého PZO Kovo u Libeňského mostu a naproti ní výstavba komplexu Lighthouse Vltava jako první krok k zástavbě území přístavu; rekonstrukce areálu bývalého měšťanského pivovaru; výstavba bytů v areálu bývalé mlékárny a víceúčelového komplexu Port7.

## Vývoj urbanisticko-architektonické skladby
Nejstarší dosud známé osídlení pochází již z období středního neolitu (přibližně léta 5000-4700 př. Kr.), kdy se již v těchto místech usídlili první osadníci, žijící v lehkých chatkách.[zdroj?]
První slovanská kamenná hradiště, doplněná o hliněná a mohutná dřevěná hradiště na území Nových Holešovic lze doložit za pomocí archeologických nálezů v období raného středověku (druhá polovina 6. stol až 10. století). Vzhledem k přírodnímu charakteru holešovického poloostrova lemovaného koryty řeky Vltavy, se již v období vrcholného středověku začal projevovat dominantní ráz oblasti, jejichž obyvatelé plně využívali především rybolov a říční hospodářství až do poloviny 20. století. V období raného novověku se Holešovice z urbanistického hlediska nijak překotně nerozvíjely, a ještě v první polovině 19. století vykazovaly spíše charakter zemědělské vsi s řadou chalup a hospodářství.[zdroj?]
V druhé polovině 19. století se proměňovaly v moderní předměstskou průmyslovou čtvrť s továrnami a nádražím, doplněné o potřebnou výstavbu dělnických kolonií domků s dvorky a zahrádkami. V 80. letech 19. století byl přijat definitivní regulační plán vyznačující se pravoúhlou sítí ulic a dvěma náměstími, následovaný úředním pojmenováním jednotlivých ulic.
Holešovice byly připojeny k Praze v podobě Holešovice-Bubny jako sedmá čtvrť v pořadí v roce 1884 a až do roku 1960 byly evidovány jako Holešovice-Bubny, poté se název opět vrátil k jednoslovnému označení Holešovice a tvoří část městské části Praha 7. 
V období první republiky došlo k přeložení vltavského koryta a s ním spojené výstavbě mostů Libeňského a Trojského, což mělo za následek zánik neregulované záplavové oblasti Manin. Díky těmto opatřením pokračovala rezidenční výstavba v holešovického meandru a zároveň průmyslové podniky z 19. století, tak charakteristické pro tuto pražskou část, byly vytlačovány v oblasti západně od Bubenské ulice. Pouze oblast Starých Holešovic - Zátor si zachovávala svůj maloměstský až vesnický ráz. Od 50. let nastal postupný zánik tzv. Starých Holešovice-Zátor, čtvrť v podstatě zanikla v 70. letech při výstavbě stanice metra Nádraží Holešovice. Proces deindustrializace Holešovic nastartovaly společensko-ekonomické změny po roce 1989, povodeň v roce 2002, jenž ukončila činnost holešovického přístavu a průmyslové Holešovice tak definitivně skončily. 
Dnes jsou Holešovice přední pražskou moderní rezidenční čtvrtí, doplněné o obchodně-administrativní objekty, často sídlících v průmyslových a technických stavbách, z nichž některé byly prohlášeny za kulturní památky. Modernizace nově vzniklé pražské sedmé části se projevila především vybudováním podniků celopražského významu.

## Pamětihodnosti

### Kulturní památky
- Kostel sv. Klimenta v ulici Kostelní. Ten sloužil původně věřícím z osady Bubny, později i občanům Holešovic, až pro nedostačující kapacitu bylo přikročeno k výstavbě kostela sv. Antonína Paduánského na dnešním Strossmayerově náměstí. Sv. Kliment je nejstarší dochovanou sakrální architekturou Městské části Praha 7. Je původně románský, první zmínky o něm jsou z roku 1234; později se dočkal gotické přestavby. V roce 1603 kostel vyhořel. Péčí Maxmiliána Valentina hraběte Martinice byl v letech 1659-1677 znovu vybudován v raně barokním architektonickém slohu. Přitom zůstaly zachovány některé románské a gotické prvky. Především se dochoval presbytář se sakristií. Kolem kostela je malý hřbitov, pohřbívat se sem přestalo v roce 1886.

- Veletržní palác slouží od rekonstrukce v 90. letech pro sbírky moderního umění Národní galerie.

- Na Strossmayerově náměstí stojí neogotický kostel svatého Antonína Paduánského.

### Přírodní památky
- Letenský profil
- Lípa republiky – na Strossmayerově náměstí, významný strom
- Lípa republiky (Letná) – ulice Kostelní, na pozemku Mateřské školy
- Jilm na Zátorách v Holešovicích – u jižního vestibulu stanice metra Praha-Holešovice

## Zajímavá místa

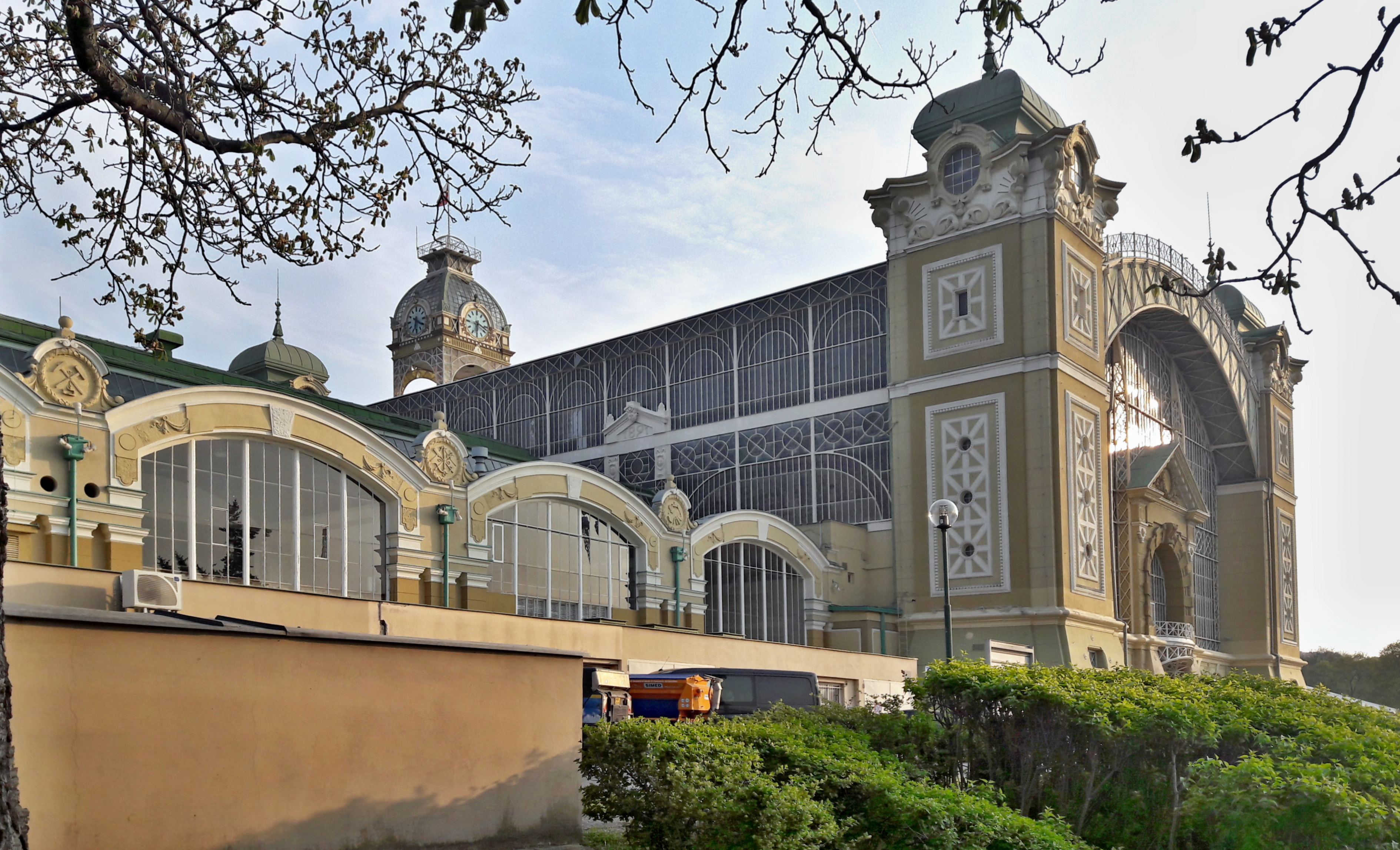
Výstaviště Praha

- Nejvýznamnějším areálem se vztahem k Holešovicím je Výstaviště (za socialismu Park kultury a oddechu Julia Fučíka). Celý jeho areál sice patří do katastrálního území Bubenče, ale kvůli těsné vazbě k Holešovicím není součástí městské části Praha 6 jako většina Bubenče, ale městské části Praha 7, kterou lze považovat za živou administrativní formu Holešovic. Výstaviště bylo postaveno na kraji parku Stromovka (Královská obora) pro Zemskou výstavu v roce 1891. Nachází se v něm mj. muzikálová divadla Goja Music Hall (dříve Pyramida) a Spirála a na okraji výstaviště multifunkční hala Sportovní hala Fortuna/Tipsport arena (dříve Aréna HC Sparta Praha, T-Mobile Arena).

- V roce 1999 vzniklo na východním okraji Pražské tržnice divadlo Milénium. V roce 2010 se přejmenovalo na Metropolitní divadlo Praha, posléze na RockOpera Praha.

- Místu, kde se nacházela původní osada Holešovice, se začalo říkat „Zátory“ podle naplavení ker v zimě.[9][10]

## Doprava

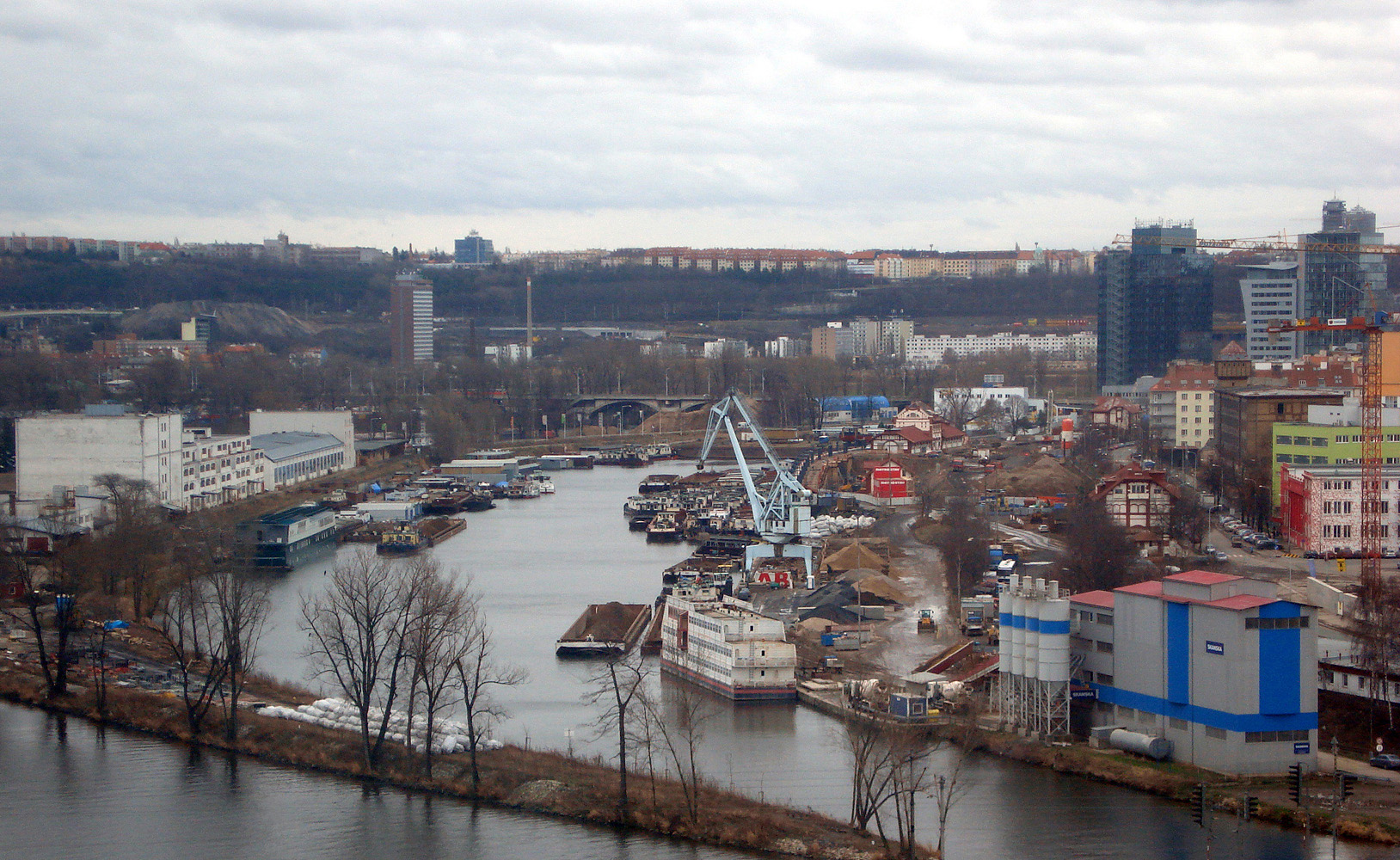
Holešovický přístav v roce 2007

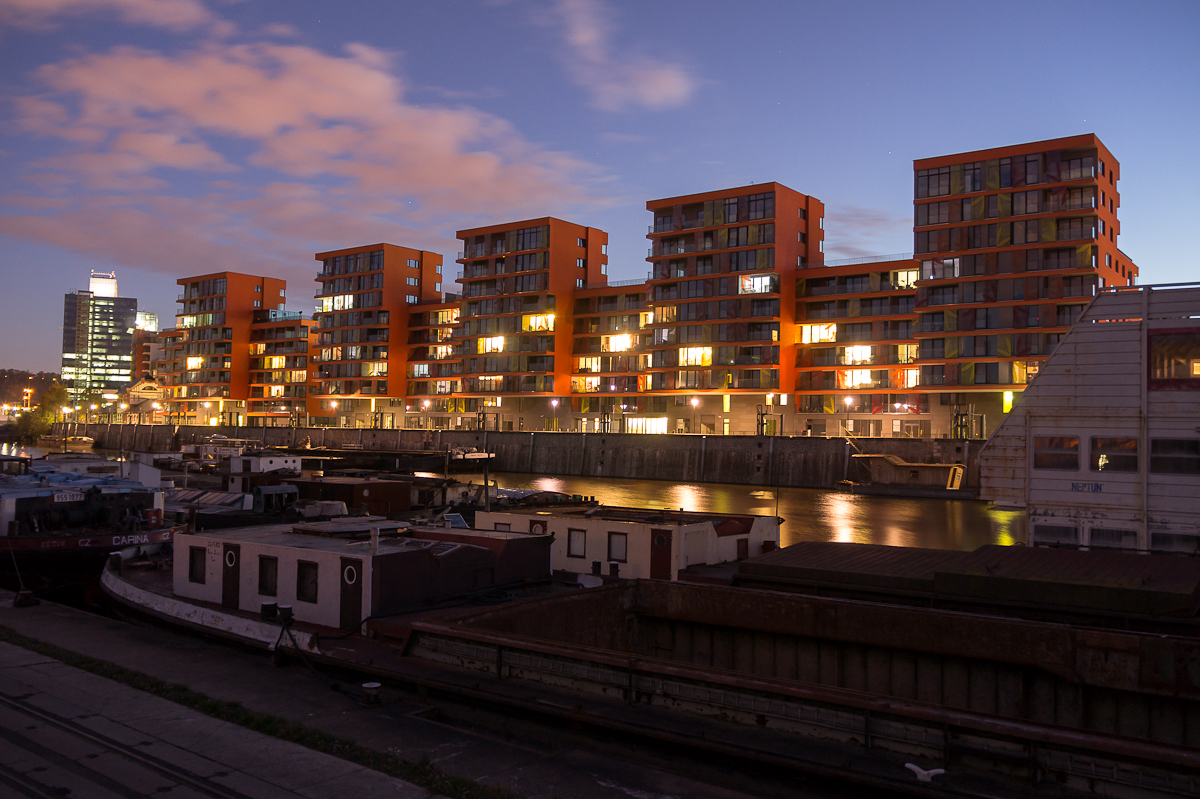
Pohled z Holešovického přístavu na bytový soubor Prague Marina

Holešovice jsou obsluhovány dvěma již zmíněnými stanicemi metra a tramvajemi: nejdůležitější přestupní stanice jsou Vltavská (odkud vede trať přes Hlávkův most na Těšnov) a nad ní Strossmayerovo náměstí (na Letnou a po nábřeží kpt. Jaroše). Koleje tvoří okruh kolem většiny území Holešovic, dále se z něj oddělují tratě do Tróje po Trojském mostě a do Libně po Libeňském. Na okraji Stromovky u stanice Výstaviště leží tramvajová smyčka; od srpna 1978 byla využívána jen pro rezervní vozy, při výlukách atp., od října 2003 zde obracela linka 5 a nostalgická linka 91. Návrh prodloužit koleje ke Šlechtově restauraci v březnu 2005 se setkal s negativní reakcí obyvatel. V roce 2023 je zde pravidelně ukončena linka 12 a historická linka 41.
U stanice metra Nádraží Holešovice jsou stanoviště autobusů: jižnější bylo před prodloužením metra do Kobylis a silným utlumením provozu v červnu 2004 nejdůležitějším terminálem linek MHD ze severu města; zůstává přestupním uzlem pro cestování do trojské zoo. Odděleně, severněji za Jankovcovou ulicí leží i nádraží autobusových dálkových linek směrem na severozápad Čech, využívá je i společnost provozující linku do Brna. Je situováno tak, že odjíždějící autobusy musejí překonat magistrálu nadjezdem a najet na ni okruhem přes Ortenovo náměstí a křižovatku s Plynární.
V železniční dopravě je nejvýznamnější nádraží Praha-Holešovice pro mezinárodní expresy z Německa přes Kralupy nad Vltavou a Děčín, které dále pokračují po přeložce buď na Hlavní nádraží, nebo přes nádraží Praha-Libeň dále na východ republiky. Lokální dopravě po Negrelliho viaduktu na Masarykovo nádraží slouží nádraží Praha-Bubny, jehož rozsáhlá přestavba právě probíhá, a zastávka Praha-Holešovice zastávka (vybavená pouze přístřešky, nádražní budova byla v 80. letech zbořena) na původní kralupské trati.

## Budovy, firmy a instituce
- Tipsport Arena/Sportovní hala Fortuna – Za Elektrárnou 419/1[12]
- Veletržní palác – Dukelských hrdinů 530/47[13]
- DOX - Centre for Contemporary Art – Poupětova 1[14]